# نهنگ (فیلم ۲۰۲۲)
نهنگ (به انگلیسی: The Whale) فیلمی آمریکایی از سال ۲۰۲۲ در ژانر درام روان‌شناختی به کارگردانی دارن آرونوفسکی و نویسندگی ساموئل دی. هانتر است که بر اساس نمایشنامه‌ای به همین نام از ۲۰۱۲ ساخته شده‌است. در این فیلم برندن فریزر، سیدی سینک، هانگ چائو، تای سیمپکینز و سامانتا مورتون به ایفای نقش پرداخته‌اند. نهنگ داستان یک معلم انگلیسی گوشه‌گیر با بیماری چاقی را بازگو می‌کند که سعی دارد رابطه خود را با دختر نوجوانش بازگرداند.
نهنگ در ۴ سپتامبر ۲۰۲۲ در هفتاد و نهمین دوره جشنواره بین‌المللی فیلم ونیز به نمایش درآمد و در ۹ دسامبر در ایالات متحده اکران محدودی داشت، و اکران گستردهٔ آن در ۲۱ دسامبر توسط ای۲۴ انجام شد. این فیلم منتقدان را دو قطبی کرد، اگرچه بازی‌های بازیگران، به ویژه فریزر و چائو، به‌طور گسترده مورد تحسین قرار گرفت. فریزر برای عملکرد خود برندهٔ جایزه اسکار بهترین بازیگر مرد شد و در همین رده برنده جوایز فیلم به انتخاب منتقدان و جوایز انجمن بازیگران فیلم شد؛ او همچنین نامزدی همان رده را در هشتادمین مراسم گلدن گلوب، بیست و نهمین جوایز انجمن بازیگران سینما و هفتاد و ششمین جوایز فیلم اسکار بریتانیا دریافت کرد؛ این فیلم علاوه بر آن نامزد جایزه اسکار بهترین بازیگر نقش مکمل زن (چائو) و بهترین چهره‌پردازی و آرایش مو شد و همچنین نامزد دریافت جایزه انجمن تهیه‌کنندگان آمریکا برای بهترین فیلم شد. نهنگ ۵۳ میلیون دلار در مقابل بودجه ۳ میلیون دلاری خود فروش داشته‌است.

## داستان
«چارلی» یک استاد انگلیسی چاق و گوشه‌گیر است که دوره‌های آنلاین نویسندگی برای کالج را تدریس می‌کند، اما وب‌کم خود را خاموش نگه می‌دارد زیرا از ظاهر فیزیکی خود شرمنده است. او توسط پرستار و تنها دوستش «لیز» مراقبت می‌شود، که از او می‌خواهد به دلیل خطر شدید نارسایی احتقانی قلب به بیمارستان مراجعه کند. او نمی‌پذیرد زیرا نگران است که هرگز نتواند بدهی حاصل از بیمارستان را بپردازد. «توماس»، یک مبلغ مذهبی از «کلیسای نیو لایف» که می‌خواهد چارلی را نجات دهد، نیز از او بازدید می‌کند. چارلی اغلب پیتزا سفارش می‌دهد و طبق روال ثابتی با راننده تحویل به نام «دن»، که پیتزا را رها می‌کند و پول خود را از صندوق پستی می‌گیرد، به جز چند مورد خوشایند هرگز با او تعامل نداشته‌است.
چارلی امیدوار است دوباره با دختر نوجوان خود، «اِلی» که هشت سال است او را ندیده‌است، ارتباط برقرار کند. اگر الی بدون اطلاع مادرش با چارلی وقت بگذراند، او حاضر است تا ۱۲۰٫۰۰۰ دلار را به حساب بانکی او واریز کند. الی فقط زمانی موافقت می‌کند که چارلی در بازنویسی یک مقاله در مدرسه به او کمک کند، اگرچه چارلی همچنان از او در خواست می‌کند که در دفترچه‌ای که به او می‌دهد نیز یادداشت‌هایی بنویسد. لیز از دیدارهای مکرر توماس ناراضی است و به او می‌گوید که چارلی نیازی به نجات‌داده‌شدن ندارد. او فاش می‌کند که خودش دختر خوانده کشیش ارشد «نیو لایف» است، و آلن، دوست پسر متوفی چارلی، برادر او بوده‌است، که مرگش به دلیل خودکشی به دلیل گناه مذهبی باعث شد تا چارلی به‌طور غیرقابل کنترلی شروع به پرخوری کند. علی‌رغم مخالفت‌های لیز، توماس همچنان معتقد است که مأموریت او کمک به چارلی است.
سلامتی چارلی پس از تقریباً خفه‌شدن در اثر خوردن یک ساندویچ کوفته، شروع به کاهش می‌کند. لیز برای او یک صندلی چرخدار می‌آورد تا بتواند راحت‌تر در آپارتمانش حرکت کند. یک روز، الی مخفیانه قرص‌های خواب‌آور را در ساندویچی که برای چارلی درست کرده‌است می‌ریزد. پس از اینکه او به خواب می‌رود، توماس از راه می‌رسد و الی شروع به بازجویی از او می‌کند. در حالی که آن دو ماری‌جوآنا مصرف می‌کنند، توماس اعتراف می‌کند که پول گروه جوانان خود را دزدیده و از خانواده و کلیسای خود فرار کرده‌است زیرا احساس می‌کرد که زندگی او در آنجا برآورده نشده‌است. الی مخفیانه اعترافات وی را در تلفن خود ضبط می‌کند. حقیقت دربارهٔ ملاقات‌های مخفیانهٔ الی با پدرش زمانی فاش می‌شود که لیز، همسر سابق چارلی و مادر الی، یعنی «مری» را برای ملاقات می‌آورد. یک مبادله داغ رخ می‌دهد که در طول آن چارلی مبلغ حساب بانکی خود را که قصد داشت برای الی باقی بگذارد افشا می‌کند، که باعث می‌شود لیز به دلیل این پنهان‌کاری‌ها به جوش بیاید. مری و چارلی در مورد شکست ازدواج خود و شکست‌های خود به عنوان والدین بحث می‌کنند. با رفتن مری، چارلی با گریه اعتراف می‌کند که امیدوار است الی تاییدیه‌ای باشد که او نیاز دارد، مبنی بر اینکه او حداقل یک کار را در زندگی خود درست انجام داده‌است.
بعد از اینکه دن، راننده پیتزا، برای اولین بار به چارلی نگاه می‌کند و با انزجار واکنش نشان می‌دهد، چارلی یک اپیزود پرخوری شدید را تجربه می‌کند، که در طی آن یک ایمیل رکیک برای دانش آموزانش می‌فرستد و به آنها می‌گوید که کار کلاس را نادیده بگیرند و فقط چیزی صادقانه بنویسند. توماس برای آخرین بار با چارلی ملاقات می‌کند و به او اطلاع می‌دهد که پس از اینکه الی اعترافات وی را برای گروه سابق و خانواده‌اش فرستاد، آنها او را بخشیده‌اند و از بازگشت او به خانه استقبال می‌کنند. او همچنان سعی می‌کند برای چارلی موعظه کند، و همجنس‌گرایی آلن را برای مرگش مقصر می‌داند. چارلی در کلاس بعدی خود فاش می‌کند که به دلیل شکایت‌ها جایگزین شده‌است و برخی از مطالب ارسالی دانش‌آموزانش را می‌خواند. برای جبران صداقت آنها، او برای اولین بار وب‌کم خود را روشن می‌کند و دانش‌آموزان با شوک واکنش نشان می‌دهند. او سپس کلاس را با انداختن عمدی لپ‌تاپ خود به سمت یخچال به پایان می‌رساند.
لیز که به خاطر ترک او احساس گناه می‌کند، چارلی را در حالی که به مرگ نزدیکتر می‌شود، دلداری می‌دهد. الی به‌طور ناگهانی به ملاقات او می‌رود تا با او در مورد مقاله بازنویسی‌شده‌اش روبرو شود. چارلی فاش می‌کند که مقالهٔ بازنویسی‌شدهٔ اِلی را با یک مطلب انتقادی از موبی دیک که الی در کلاس هشتم نوشته بود جایگزین کرده‌است زیرا او آن را صادقانه‌ترین مقاله‌ای می‌داند که تا به حال خوانده‌است. الی با گریه چارلی را سرزنش می‌کند که برای آخرین‌بار تلاش می‌کند با هم آشتی کنند. الی در آخرین لحظه تصمیم می‌گیرد که  مقاله را بخواند در حالی که چارلی می‌ایستد و سعی می‌کند بدون کمک به سمت او برود، کاری که او در طول اولین ملاقاتش با الی در آن ناکام مانده بود. وقتی الی خواندن را تمام می‌کند، لبخندی به پدر میزند چارلی شروع به شناور شدن می‌کند و در نور سفید روشن غرق می‌شود. نمای پایانی خاطره‌ای از آنها در سفر خانوادگی به ساحل را نشان می‌دهد.

## بازیگران
- برندن فریزر در نقش چارلی
- سیدی سینک در نقش اِلی
  - جیسی سینک در نقش اِلی جوان‌تر
- تای سیمپکینز در نقش توماس
- هانگ چائو در نقش نیک لیز
- سامانتا مورتون در نقش مری
- ساتیا سریدهران در نقش دن، تحویل‌دهنده پیتزا

## تولید

### نویسندگی و انتخاب بازیگران
آرونوفسکی گفته‌است که بیش از یک دهه تلاش کرده تا این فیلم را بسازد، اما نتوانسته‌است این کار را انجام دهد، زیرا برای یافتن بازیگر مناسب برای ایفای نقش چارلی ناکام مانده بود. پس از دیدن بخش‌هایی از اجرای فریزر در تریلر سفر به انتهای شب (۲۰۰۶)، او به این نتیجه رسید که فریزر می‌تواند انتخاب خوبی برای این نقش باشد.
در ۱۱ ژانویه ۲۰۲۱، اعلام شد که ای۲۴ حق پخش جهانی «The Whale» به کارگردانی آرونوفسکی و با بازی فریزر را به دست آورده‌است. هانگ چائو، سیدی سینک، و سامانتا مورتون در فوریه به بازیگران پیوستند، و سپس تای سیمپکینز در ماه مارس به فیلم پیوست. ساتیا سریدهران در تاریخ نامشخصی به بازیگران پیوست.
نمایشنامه اصلی در سال ۲۰۰۹ اتفاق می‌افتد، اما فیلمنامه به سال ۲۰۱۶ به‌روزرسانی شد زیرا هانتر می‌خواست وقایع را قبل از یک «تغییر لرزه‌ای» بزرگ نشان دهد و از آنجایی که انجام این کار روشن می‌کرد که رویدادهای نمایشنامه پیش از دنیاگیری کووید-۱۹ اتفاق افتاده‌است. در نمایشنامه اصلی توماس، یک مبلغ مورمون می باشد که در فیلم بدل به مبلغ مسیحی انجیلی شده است. شخصیت لیز، در نمایشنامه اصلی و در فیلمنامه، پیشینهٔ قومی ندارد و نژاد او مشخص نیست؛ چائو، بازیگری که برای ایفای نقش لیز انتخاب شد، دارای میراث آسیایی است. فیلمنامه نهایی تصریح می‌کند که شخصیت لیز به عنوان راهی برای انطباق با چائو اقتباس شده‌است که در نسخه‌های اولیه فیلمنامه دیده نمی‌شود. چائو استدلال کرد که لیز باید ظاهری نامرتب داشته باشد و باید خالکوبی شود؛ جنبه‌هایی که در شخصیت وی گنجانده شدند.
زمانی قرار بود در این فیلم جیمز کوردن با کارگردانی تام فورد بازی کند، اما فورد به دلیل اختلافات خلاقانه آن را ترک کرد. جورج کلونی نیز برای مدت کوتاهی به کارگردانی این فیلم فکر کرد، اما در نهایت آنرا نپذیرفت.

### فیلمبرداری
تصویربرداری اصلی از ۸ مارس تا ۷ آوریل ۲۰۲۱ در نیوبورگ، نیویورک انجام شد. مرحله پس تولید اواخر آوریل آغاز شد.
فریزر برای این نقش هر روز چهار ساعت را صرف نصب پروتزهایی با وزن ۳۰۰ پوند (۱۳۶ کیلوگرم) کرد. او همچنین با ائتلاف «Obesity Action» مشورت کرد و ماه‌ها پیش از شروع فیلمبرداری با یک مربی رقص کار کرد تا مشخص کند شخصیت او چگونه با وزن اضافی حرکت می‌کند.
هانتر اظهار داشت که این امر به بیننده بستگی دارد که تفسیر کند آیا چارلی واقعاً در صحنه پایانی راه می‌رود یا خیر، و فریزر استدلال کرد که چارلی در نهایت «آزاد» شده‌است. سینک اظهار داشت که شخصیت او آسیب عاطفی دیده‌است، و چارلی می‌تواند به چهرهٔ واقعی الی نگاه کند، که او با یک نمای خارجی در میان خود و پدرش قرار داده‌است.

## انتشار

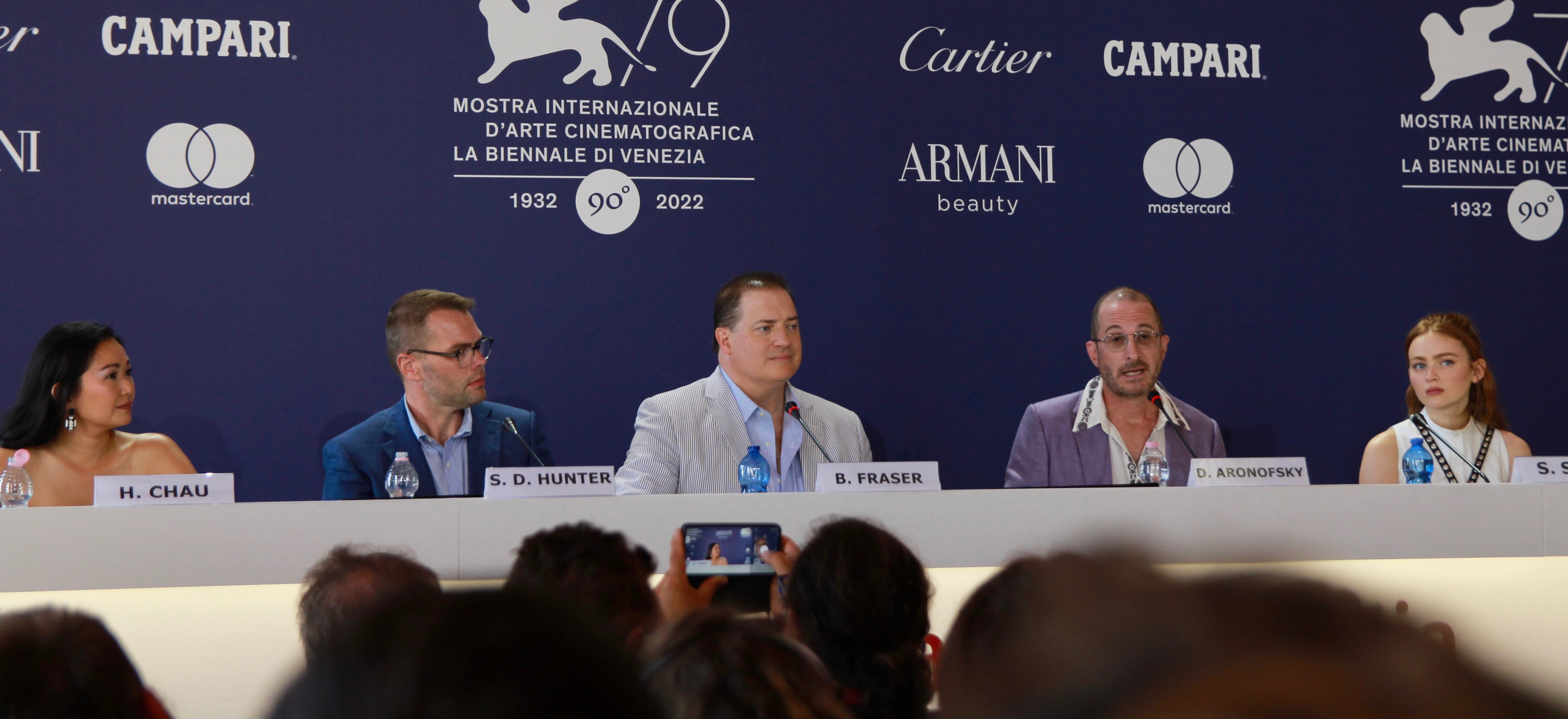
(از راست به چپ) سیدی سینک، دارن آرونوفسکی، برندن فریزر، ساموئل دی. هانتر و هانگ چائو در جریان نشستی خبری در هفتاد و نهمین دوره جشنواره بین‌المللی فیلم ونیز (۴ سپتامبر ۲۰۲۲)

نهنگ نخستین نمایش جهانی خود را در هفتاد و نهمین دوره جشنواره بین‌المللی فیلم ونیز در ۴ سپتامبر ۲۰۲۲ انجام داد و در آنجا با تشویق‌های ایستاده شش دقیقه‌ای روبرو شد. اولین نمایش آن در آمریکای شمالی در جشنواره بین‌المللی فیلم تورنتو ۲۰۲۲ در ۱۱ سپتامبر ۲۰۲۲ انجام شد. در ۹ دسامبر ۲۰۲۲ در ایالات متحده اکران محدودی داشت، سپس در ۲۱ دسامبر به اکران گسترده گسترش یافت.

### رسانه خانگی
این فیلم در تاریخ ۲۱ فوریه ۲۰۲۳ برای پلتفرم‌های ویدئو به‌درخواست منتشر شد و نسخه بلوری و دی‌وی‌دی آن برای ۱۴ مارس ۲۰۲۳ تنظیم شد.

## بازخورد

### فروش گیشه
تا تاریخ ۱۵ مارس ۲۰۲۳، نهنگ ۱۷ میلیون دلار در ایالات متحده و کانادا، و ۱۹٫۶ میلیون دلار در مناطقِ دیگر جهان به دست آورده‌است، که در مجموع فروش جهانیِ ۳۶٫۶ میلیون دلار را نشان می‌دهد.
این فیلم در سومین آخر هفته اکران ۱ میلیون دلار (که از ۶ سالن به ۶۰۳ سالن افزایش یافت) و ۱٫۶ میلیون دلار در چارچوب چهار روزه کریسمس به دست آورد، سپس با ۱٫۴ میلیون دلار در آخر هفته چهارم اکران شد. فیلم در هفته ششم اکران خود به ۱۵۰۰ سالن گسترش یافت و ۱۱ میلیون دلار در ایالات متحده به دست آورد، که تا حدودی به‌طور موقت روند جاری از دست دادن علاقه عموم مردم به فیلم‌های پرستیژ را در یک محیط سینما که به دلیل تأثیر دنیاگیری کروناویروس بر سینما تغییر کرده بود، شکست. این نتایج به ستایش و جوایز برای عملکرد فریزر نسبت داده شد. فروش این فیلم تا زمان اعلام نامزدی اسکار فریزر و چاو ۲۰ درصد کاهش یافته بود.

### پاسخ انتقادی
در وبگاه جمع‌آوری نقد راتن تومیتوز، ٪۶۵ از ۳۲۳ بررسی منتقدان مثبت است و میانگینِ امتیاز آن ۶٫۶/۱۰ است. اجماع این وبگاه چنین می‌نویسد: «نهنگ که به خوبی توسط برندن فریزر رهبری می‌شود، ترانه‌ای از همدلی می‌خواند، که اکثر بینندگان را غمگین می‌کند.» این فیلم در متاکریتیک که از میانگین وزنی استفاده می‌کند، بر اساس نظر ۵۷ منتقدین امتیاز ۶۰ از ۱۰۰ را کسب کرده که نشان‌گر «نقدهای مختلط یا متوسط» است.
نهنگ در جشنواره بین‌المللی فیلم تورنتو ۲۰۲۲ نقدهای مثبتی دریافت کرد و نقش‌آفرینی‌های فریزر، سینک و چائو به صورت گسترده مورد تحسین قرار گرفت. زمانی که فیلم اکران محدود خود را آغاز کرد، ورایتی گزارش داد که منتقدان نسبت به فیلم «دوقطبی» شده‌اند، و دیگران [به جز نقد ورایتی] از نمایش فیلم از افراد چاق انتقاد کرده‌اند. گلن کنی از راجرابرت.کام کارگردانی آرنوفسکی و عملکرد فریزر را ستود و نوشت که «داستان یکی از سطوح مختلف دلشکستگی و سوء تفاهم انسانی را نشان می‌دهد» و «آرونوفسکی و فریزر ریسک‌های اساسی را به نام همدلی مداوم انجام داده‌اند». رابی کولین از دیلی تلگراف، به فیلم رتبه پنج از پنج ستاره داد و نوشت: «فریزر بازگشت خود را در فیلمی پرشور از دلسوزیِ کمیاب مُهر می‌زند».

### جنجال‌ها
این فیلم از سوی برخی به خاطر به تصویر کشیدن یک شخصیت اصلی چاق که مدام شرمنده است مورد انتقاد قرار گرفته‌است؛ مجله تایم این بحث را توضیح داد و اظهار داشت: «برخی از منتقدان فیلم معتقدند که این فیلم به‌طور مداوم افراد چاق را در رنج، در حالت افسردگی و در حال پرخوری نمایش می‌دهد». ای‌جی دیکسون در پادکست «Don't Let This Flop» به این موضوع اشاره کرد که فیلم به دلیل استفاده از آرایش مصنوعی به جای انتخاب یک بازیگر چاق، با اتهاماتی مبنی بر «انگ‌زدن و تمسخر افراد چاق» مورد انتقاد قرار گرفته‌است. جکلین دیاز از بخش فرهنگ ان‌پی‌آر گزارش داد که مخالفان این فیلم، آن را «ذاتاً غیرانسانی» می‌خوانند.
دارن آرنوفسکی، کارگردان فیلم با دفاع از فیلم خود به این جنجال‌ها پاسخ داد و گفت که این انتقادها «بی‌معنی هستند». آرونوفسکی گفت که «بازیگران از ابتدای بازیگری از گریم استفاده می‌کردند—این یکی از ابزارهای آنهاست [...] تمام کارهایی که ما برای به تصویر کشیدن واقع‌گرایی گریم انجام دادیم قبلاً هرگز انجام نشده‌است» و افزود: «افراد چاق عموماً [در فیلم] به عنوان آدم‌های بد یا بخشی اصلی از یک جوک به تصویر کشیده شده‌اند، ما می‌خواستیم یک شخصیت کاملاً کارآمد بسازیم که قسمت‌های بد و بخش‌های خوبی دربارهٔ خودش داشته باشد». او در مورد افراد چاق گفت که «آنها در هر کجای کره زمین می‌روند، توسط اکثر مردم مورد قضاوت قرار می‌گیرند. این فیلم نشان می‌دهد که ما همه انسان هستیم».

### جوایز و نامزدی‌ها
| جایزه                                     | تاریخ                | رده                                        | دریافت کننده                            | نتیجه    | منبع          |
| ----------------------------------------- | -------------------- | ------------------------------------------ | --------------------------------------- | -------- | ------------- |
| جوایز اکتا                                | ۲۴ فوریه ۲۰۲۳        | بهترین بازیگر مرد                          | برندن فریزر                             | نامزدشده | [ ۴۳ ]        |
| جوایز فیلم‌های AARP برای بزرگسالان         | ۲۸ ژانویه ۲۰۲۳       | بهترین بازیگر مرد                          | برندن فریزر                             | برنده    | [ ۴۴ ]        |
| جوایز اسکار                               | ۱۲ مارس ۲۰۲۳         | بهترین بازیگر نقش اول مرد                  | برندن فریزر                             | برنده    | [ ۴۵ ]        |
| جوایز اسکار                               | ۱۲ مارس ۲۰۲۳         | بهترین بازیگر نقش مکمل زن                  | هانگ چائو                               | نامزدشده | [ ۴۵ ]        |
| جوایز اسکار                               | ۱۲ مارس ۲۰۲۳         | بهترین چهره‌پردازی و آرایش مو               | آدرین موروت، جودی چین و آن ماری بردلی   | برنده    | [ ۴۵ ]        |
| اتحادیه زنان روزنامه‌نگار سینمایی          | ۵ ژانویه ۲۰۲۳        | بهترین بازیگر مرد                          | برندن فریزر                             | نامزدشده | [ ۴۶ ]        |
| اتحادیه زنان روزنامه‌نگار سینمایی          | ۵ ژانویه ۲۰۲۳        | بهترین بازیگر زن نقش مکمل                  | هانگ چائو                               | نامزدشده | [ ۴۶ ]        |
| اتحادیه زنان روزنامه‌نگار سینمایی          | ۵ ژانویه ۲۰۲۳        | بهترین فیلمنامه – اقتباسی                  | ساموئل دی. هانتر                        | نامزدشده | [ ۴۶ ]        |
| اتحادیه زنان روزنامه‌نگار سینمایی          | ۵ ژانویه ۲۰۲۳        | بهترین اجرای موفقیت‌آمیز زن                 | سیدی سینک                               | نامزدشده | [ ۴۶ ]        |
| جوایز آرتیوس                              | ۹ مارس ۲۰۲۳          | استودیو یا مستقل - درام                    | لیندسی گراهام، برت هاو و مری ورنیو      | نامزدشده | [ ۴۷ ]        |
| انجمن منتقدان فیلم آستین                  | 10 ژانویه ۲۰۲۳       | بهترین بازیگر مرد                          | برندن فریزر                             | نامزدشده | [ ۴۸ ]        |
| انجمن منتقدان فیلم آستین                  | 10 ژانویه ۲۰۲۳       | بهترین فیلمنامه اقتباسی                    | ساموئل دی. هانتر                        | نامزدشده | [ ۴۸ ]        |
| جوایز فیلم بفتا                           | ۱۹ فوریه ۲۰۲۳        | بهترین بازیگر نقش اول مرد                  | برندن فریزر                             | نامزدشده | [ ۴۹ ]        |
| جوایز فیلم بفتا                           | ۱۹ فوریه ۲۰۲۳        | بهترین بازیگر نقش مکمل زن                  | هانگ چائو                               | نامزدشده | [ ۴۹ ]        |
| جوایز فیلم بفتا                           | ۱۹ فوریه ۲۰۲۳        | بهترین فیلمنامه اقتباسی                    | ساموئل دی. هانتر                        | نامزدشده | [ ۴۹ ]        |
| جوایز فیلم بفتا                           | ۱۹ فوریه ۲۰۲۳        | بهترین آرایش و مو                          | آن ماری بردلی، جودی چین و آدرین موروت   | نامزدشده | [ ۴۹ ]        |
| انجمن منتقدان فیلم شیکاگو                 | 14 دسامبر ۲۰۲۲       | بهترین بازیگر مرد                          | برندن فریزر                             | نامزدشده | [ ۵۰ ]        |
| انجمن منتقدان فیلم شیکاگو                 | 14 دسامبر ۲۰۲۲       | بهترین بازیگر نقش مکمل زن                  | هانگ چائو                               | نامزدشده | [ ۵۰ ]        |
| جوایز فیلم به انتخاب منتقدان              | ۱۵ ژانویه ۲۰۲۳       | بهترین بازیگر مرد                          | برندن فریزر                             | برنده    | [ ۵۱ ]        |
| جوایز فیلم به انتخاب منتقدان              | ۱۵ ژانویه ۲۰۲۳       | بهترین بازیگر مرد/زن جوان                  | سیدی سینک                               | نامزدشده | [ ۵۱ ]        |
| جوایز فیلم به انتخاب منتقدان              | ۱۵ ژانویه ۲۰۲۳       | بهترین فیلمنامه اقتباسی                    | ساموئل دی. هانتر                        | نامزدشده | [ ۵۱ ]        |
| جوایز فیلم به انتخاب منتقدان              | ۱۵ ژانویه ۲۰۲۳       | بهترین گریم                                | نهنگ                                    | نامزدشده | [ ۵۱ ]        |
| انجمن منتقدان فیلم دالاس‌فورت وورث         | 19 دسامبر ۲۰۲۲       | بهترین تصویر                               | نهنگ                                    | هفتم شد  | [ ۵۲ ]        |
| انجمن منتقدان فیلم دالاس‌فورت وورث         | 19 دسامبر ۲۰۲۲       | بهترین بازیگر نقش اول مرد                  | برندن فریزر                             | دوم شد   | [ ۵۲ ]        |
| انجمن منتقدان فیلم دالاس‌فورت وورث         | 19 دسامبر ۲۰۲۲       | بهترین بازیگر نقش مکمل زن                  | هانگ چائو                               | دوم شد   | [ ۵۲ ]        |
| جوایز دوریان                              | ۲۳ فوریه ۲۰۲۳        | اجرای فیلم سال                             | برندن فریزر                             | نامزدشده | [ ۵۳ ]        |
| جوایز دوریان                              | ۲۳ فوریه ۲۰۲۳        | حمایت از اجرای فیلم سال                    | هانگ چائو                               | نامزدشده | [ ۵۳ ]        |
| حلقه منتقدان فیلم فلوریدا                 | 22 دسامبر ۲۰۲۲       | بهترین بازیگر مرد                          | برندن فریزر                             | دوم شد   | [ ۵۴ ]        |
| انجمن منتقدان فیلم جورجیا                 | ۱۳ ژانویه ۲۰۲۳       | بهترین بازیگر مرد                          | برندن فریزر                             | دوم شد   | [ ۵۵ ]        |
| جوایز گلدن گلوب                           | ۱۰ ژانویهٔ ۲۰۲۳       | بهترین بازیگر مرد – فیلم درام              | برندن فریزر                             | نامزدشده | [ ۵۶ ]        |
| جوایز گاتهام                              | 28 نوامبر ۲۰۲۲       | نقش اصلی برجسته                            | برندن فریزر                             | نامزدشده | [ ۵۷ ]        |
| جوایز گاتهام                              | 28 نوامبر ۲۰۲۲       | نقش مکمل برجسته                            | هانگ چائو                               | نامزدشده | [ ۵۷ ]        |
| انجمن منتقدان هالیوود                     | ۲۴ فوریه ۲۰۲۳        | بهترین بازیگر مرد                          | برندن فریزر                             | برنده    | [ ۵۸ ]        |
| انجمن منتقدان هالیوود                     | ۲۴ فوریه ۲۰۲۳        | بهترین بازیگر نقش مکمل زن                  | هانگ چائو                               | نامزدشده | [ ۵۸ ]        |
| انجمن منتقدان هالیوود                     | ۲۴ فوریه ۲۰۲۳        | بهترین فیلمنامه اقتباسی                    | ساموئل دی. هانتر                        | نامزدشده | [ ۵۸ ]        |
| انجمن منتقدان هالیوود                     | ۲۴ فوریه ۲۰۲۳        | بهترین آرایش و استایل مو                   | آدرین موروت، جودی چین و آن ماری بردلی   | برنده    | [ ۵۹ ]        |
| جایزه موسیقی هالیوود                      | ۱۶ نوامبر ۲۰۲۲       | بهترین موسیقی متن در یک فیلم مستقل         | راب سیمونسن                             | نامزدشده | [ ۶۰ ]        |
| جامعه منتقدان فیلم هیوستون                | 18 فوریه ۲۰۲۳        | بهترین بازیگر مرد                          | برندن فریزر                             | نامزدشده | [ ۶۱ ]        |
| انجمن روزنامه نگاران فیلم ایندیانا        | ۱۹ دسامبر ۲۰۲۲       | بهترین فیلم                                | نهنگ                                    | نامزدشده | [ ۶۲ ] [ ۶۳ ] |
| انجمن روزنامه نگاران فیلم ایندیانا        | ۱۹ دسامبر ۲۰۲۲       | بهترین کارگردان                            | دارن آرونوفسکی                          | نامزدشده | [ ۶۲ ] [ ۶۳ ] |
| انجمن روزنامه نگاران فیلم ایندیانا        | ۱۹ دسامبر ۲۰۲۲       | بهترین عملکرد نقش اصلی                     | برندن فریزر                             | نامزدشده | [ ۶۲ ] [ ۶۳ ] |
| انجمن روزنامه نگاران فیلم ایندیانا        | ۱۹ دسامبر ۲۰۲۲       | بهترین عملکرد نقش مکمل                     | هانگ چائو                               | نامزدشده | [ ۶۲ ] [ ۶۳ ] |
| انجمن روزنامه نگاران فیلم ایندیانا        | ۱۹ دسامبر ۲۰۲۲       | بهترین عملکرد نقش مکمل                     | سیدی سینک                               | نامزدشده | [ ۶۲ ] [ ۶۳ ] |
| انجمن روزنامه نگاران فیلم ایندیانا        | ۱۹ دسامبر ۲۰۲۲       | بهترین فیلمنامه اقتباسی                    | ساموئل دی. هانتر                        | نامزدشده | [ ۶۲ ] [ ۶۳ ] |
| انجمن روزنامه نگاران فیلم ایندیانا        | ۱۹ دسامبر ۲۰۲۲       | بهترین موسیقی فیلم                         | راب سیمونسن                             | نامزدشده | [ ۶۲ ] [ ۶۳ ] |
| انجمن منتقدان فیلم آیووا                  | ۱۲ ژانویه ۲۰۲۳       | بهترین بازیگر مرد                          | برندن فریزر                             | دوم شد   | [ ۶۴ ]        |
| انجمن منتقدان فیلم لاس وگاس               | ۱۱ دسامبر ۲۰۲۲       | بهترین تصویر                               | نهنگ                                    | نامزدشده | [ ۶۵ ]        |
| انجمن منتقدان فیلم لاس وگاس               | ۱۱ دسامبر ۲۰۲۲       | بهترین کارگردان                            | دارن آرونوفسکی                          | نامزدشده | [ ۶۵ ]        |
| انجمن منتقدان فیلم لاس وگاس               | ۱۱ دسامبر ۲۰۲۲       | بهترین بازیگر مرد                          | برندن فریزر                             | برنده    | [ ۶۵ ]        |
| انجمن منتقدان فیلم لاس وگاس               | ۱۱ دسامبر ۲۰۲۲       | بهترین بازیگر نقش مکمل زن                  | هانگ چائو                               | نامزدشده | [ ۶۵ ]        |
| انجمن منتقدان فیلم لاس وگاس               | ۱۱ دسامبر ۲۰۲۲       | بهترین فیلمنامه اقتباسی                    | ساموئل دی. هانتر                        | نامزدشده | [ ۶۵ ]        |
| انجمن منتقدان فیلم لاس وگاس               | ۱۱ دسامبر ۲۰۲۲       | بهترین عملکرد جوانان زن (زیر ۲۱ سال)       | سیدی سینک                               | نامزدشده | [ ۶۵ ]        |
| حلقه منتقدان فیلم لندن                    | 5 فوریه ۲۰۲۳         | بازیگر سال                                 | برندن فریزر                             | نامزدشده | [ ۶۶ ]        |
| حلقه منتقدان فیلم لندن                    | 5 فوریه ۲۰۲۳         | بازیگر نقش مکمل زن سال                     | هانگ چائو                               | نامزدشده | [ ۶۶ ]        |
| انجمن آرایشگران سینما                     | 11 فوریه ۲۰۲۳        | بهترین جلوه‌های ویژه آرایش                  | آدرین موروت، کتی تسه و کریس گالاهر      | برنده    | [ ۶۷ ]        |
| جشنواره فیلم دره میل                      | ۶ تا ۱۶ اکتبر ۲۰۲۲   | مورد علاقه تماشاگران - سینمای ایالات متحده | نهنگ                                    | برنده    | [ ۶۸ ]        |
| جشنواره فیلم مونتکلر                      | ۲۱ تا ۳۰ اکتبر ۲۰۲۲  | جایزه هیئت داوران                          | نهنگ                                    | برنده    | [ ۶۹ ]        |
| منتقدان فیلم نیویورک آنلاین               | ۱۱ دسامبر ۲۰۲۲       | بهترین بازیگر نقش مکمل زن                  | هانگ چائو                               | برنده    | [ ۷۰ ]        |
| جامعه آنلاین منتقدان فیلم                 | 23 ژانویه ۲۰۲۳       | بهترین بازیگر مرد                          | برندن فریزر                             | نامزدشده | [ ۷۱ ]        |
| جایزه انجمن تهیه‌کنندگان آمریکا            | ۲۵ فوریه ۲۰۲۳        | بهترین فیلم                                | جرمی داوسون، آری هندل، و دارن آرونوفسکی | نامزدشده | [ ۷۲ ]        |
| انجمن منتقدان فیلم سن دیگو                | 6 ژانویه ۲۰۲۳        | بهترین بازیگر مرد                          | برندن فریزر                             | نامزدشده | [ ۷۳ ]        |
| انجمن منتقدان فیلم سن دیگو                | 6 ژانویه ۲۰۲۳        | بهترین فیلمنامه اقتباسی                    | ساموئل دی. هانتر                        | نامزدشده | [ ۷۳ ]        |
| حلقه منتقدان فیلم سان‌فرانسیسکو            | 9 ژانویه ۲۰۲۳        | بهترین بازیگر مرد                          | برندن فریزر                             | نامزدشده | [ ۷۴ ]        |
| حلقه منتقدان فیلم سان‌فرانسیسکو            | 9 ژانویه ۲۰۲۳        | بهترین فیلمنامه اقتباسی                    | ساموئل دی. هانتر                        | نامزدشده | [ ۷۴ ]        |
| جایزه ستلایت                              | ۳ مارس ۲۰۲۳          | بهترین بازیگر مرد در فیلم درام             | برندن فریزر                             | برنده    | [ ۷۵ ]        |
| جایزه ستلایت                              | ۳ مارس ۲۰۲۳          | بهترین فیلمنامه اقتباسی                    | ساموئل دی. هانتر                        | نامزدشده | [ ۷۵ ]        |
| جوایز انجمن بازیگران فیلم                 | ۲۶ فوریه ۲۰۲۳        | بازیگر نقش اول مرد برجسته                  | برندن فریزر                             | برنده    | [ ۷۶ ]        |
| جوایز انجمن بازیگران فیلم                 | ۲۶ فوریه ۲۰۲۳        | بهترین بازیگر نقش مکمل زن                  | هانگ چائو                               | نامزدشده | [ ۷۶ ]        |
| انجمن منتقدان فیلم سیاتل                  | ۱۷ ژانویه ۲۰۲۳       | بهترین بازیگر مرد نقش اول                  | برندن فریزر                             | نامزدشده | [ ۷۷ ]        |
| انجمن منتقدان فیلم سنت لوئیس              | 18 دسامبر ۲۰۲۲       | بهترین بازیگر مرد                          | برندن فریزر                             | برنده    | [ ۷۸ ]        |
| انجمن منتقدان فیلم تورنتو                 | 8 ژانویه ۲۰۲۳        | بهترین بازیگر مرد                          | برندن فریزر                             | دوم شد   | [ ۷۹ ]        |
| جشنواره بین‌المللی فیلم تورنتو             | ۸ تا ۱۸ سپتامبر ۲۰۲۲ | جایزه ادای احترام به بازیگر                | برندن فریزر                             | برنده    | [ ۸۰ ]        |
| انجمن منتقدان فیلم منطقه واشینگتن، دی.سی. | 12 دسامبر ۲۰۲۲       | بهترین بازیگر مرد                          | برندن فریزر                             | نامزدشده | [ ۸۱ ]        |
| انجمن منتقدان فیلم منطقه واشینگتن، دی.سی. | 12 دسامبر ۲۰۲۲       | بهترین فیلمنامه اقتباسی                    | ساموئل دی. هانتر                        | نامزدشده | [ ۸۱ ]        |
| انجمن منتقدان فیلم منطقه واشینگتن، دی.سی. | 12 دسامبر ۲۰۲۲       | بهترین عملکرد بازیگر جوان                  | سیدی سینک                               | نامزدشده | [ ۸۱ ]        |
| حلقه زنان منتقد فیلم                      | ۱۹ دسامبر ۲۰۲۲       | بهترین بازیگر مرد                          | برندن فریزر                             | برنده    | [ ۸۲ ]        |